# Lijst van tunnels
Dit is een lijst van tunnels.

## Nederland

### Metro / Tram
- Amsterdamse metro
- Rotterdamse metro
- Haagse tramtunnel
- Noord/Zuidlijn (Amsterdam)
- Piet Heintunnel (IJtram in Amsterdam)
- RandstadRailtunnel (Rotterdam)
- Sijtwendetunnel (Voorburg)

### Voetgangers
- Tunnel onder Nederrijn bij het Sluis- en Stuwcomplex Amerongen
- Voetgangerstunnel Wilhelminaplein (Rotterdam)

### Gemengde tunnels
- Beneluxtunnel (auto-, fiets-, voetgangers- en metrotunnel; Schiedam – Pernis) - A4
- Heinenoordtunnel (auto-, fiets- en voetgangerstunnel; Barendrecht – Oud-Beijerland) - A29
- Kiltunnel (auto-, fiets- en voetgangerstunnel; 's Gravendeel – Dordrecht) - N217
- Maastunnel (auto-, fiets- en voetgangerstunnel; Rotterdam) - N471
- Piet Heintunnel (auto en tramtunnel; Amsterdam)
- Velsertunnel (spoor- en autotunnel; Velsen-Noord – Velsen-Zuid) - A22

### Overig
- Servicetunnel Hollandsch Diep
- Servicetunnel Oude Maas
- Watertransporttunnel Amsterdam-Rijnkanaal

#### Voormalig
- Poentunnel (Amsterdam, bestaat nog wel maar niet meer in gebruik)

## Langste tunnels ter wereld

### Spoorwegverkeer
- Gotthard-basistunnel, Zwitserland: 56 km
- Brenner-basistunnel, Oostenrijk – Italië: 55 km (in aanbouw)
- Seikantunnel, Japan: 54 km
- Kanaaltunnel, Frankrijk – Groot-Brittannië: 50,45 km
- Yulhyeontunnel, Zuid-Korea: 50,3 km
- Lötschberg-Basistunnel, Zwitserland: 34 km
- Guadarramatunnel, Spanje: 28 km
- Hakkoda-tunnel, Japan: 26 km
- Iwate-ichinohetunnel, Japan: 26 km
- Dai-shimizutunnel, Japan: 22 km
- Wushaolingtunnel, China: 21 km
- Simplontunnel, Zwitserland – Italië, 20 km

### Wegverkeer
- Lærdalstunnel, Noorwegen: 25 km
- Yamatetunnel, Japan: 18,2 km
- Zhongnanshantunnel, China: 18 km
- Gotthard-wegtunnel, Zwitserland: 16 km
- Zigana-tunnel, Turkije: 14,5 km
- Ryfylketunnel, Noorwegen: 14,4 km
- Arlbergtunnel, Oostenrijk: 14 km
- Hsuehshantunnel, Taiwan: 13 km
- Fréjustunnel, Frankrijk – Italië: 13 km
- Mont Blanctunnel, Frankrijk – Italië: 12 km

### Andere
- Large Hadron Collider, Zwitserland – Frankrijk: 27 km

## Oudste tunnels ter wereld

### Spoorwegverkeer
- Cobble Hill Tunnel[1], Verenigde Staten (1844)